# عبد العزيز الزغلامي
عبد العزيز بن الطاهر بن الحاج عمر الزغلامي (1918-2008)، قاضي ورجل دين تونسي.
ولد صبيحة الأربعاء الفاتح من ربيع الثاني 1338 هجري الموافق له 24 ديسمبر 1918 بسيدي أحمد الصالح معتمدية القلعة الخصباء من ولاية الكاف. توفي يوم الخميس 13 ذو الحجة 1429 الموافق له 11 ديسمبر 2008 بتونس العاصمة. نشأ في أسرة عريقة عرفت بالورع والوطنية. حفظ القرآن الكريم والتحق بجامع الزيتونة المعمور بالعاصمة فنال بامتياز شهادات الأهلية والتحصيل والعالمية في أصول الدين، كما زاول تعلمه بالمدرسة العليا للحقوق التونسية.
تولى التدريس بالفرع الزيتوني بالكاف ثم خطة الافتاء بها ليباشر بعدها القضاء الشرعي بكل من عين دراهم والكاف. درس بجامع الزيتونة المعمور منذ إعادة فتحه بعد 1980 كما دعي للتدريس كأستاذ محاضر بصفة معاون خارجي بكل من المعهد الأعلى للشريعة والمعهد الأعلى لأصول الدين، وذلك طيلة سبع سنوات متتالية كلف خلالها بإلقاء محاضرات في عدد من المواد الأساسية لطلبتي المرحلة الثانية والثالثة. تدرج في مختلف الخطط والوظائف العدلية منها مستشار بتونس فقاض باللجنة الجهوية لتصفية الأحباس بولاية تونس والأحواز فوكيل لرئيس المحكمة العقارية فمستشار بمحكمة التعقيب إلى أن عين رئيس دائرة بها حتى إحالته على الراحة في موفى ديسمبر 1989.
تولى خطة إمام خطيب بالجامع الكبير بالكاف ثم بداية من ماي 1960 انتقل بنفس الخطة إلى جامع الزيتونة الصغير المعروف بالزرارعية وهو لا زال إلى حد اليوم يشغل هذه الخطة. اختير في 9 حانفي 1989 عضوا بالمجلس الإسلامي الأعلى. في 26 جويلية 1993 عينه رئيس الجمهورية رئيسا شرفيا بمحكمة التعقيب. مثّل تونس في عدة ملتقيات دولية وفقهية وشرعية. كما شارك بصفة فعلية في عدة ملتقيات علمية دولية بمختلف العواصم العربية مثل المدينة المنورة، مكة المكرمة، القاهرة، مدينة الجزائر، أبوظبي، بغداد، والمدن الأوروبية مثل باريس، ليون، قرطبة، غرناطة، وذلك بإلقاء المحاضرات والمداخلات بطلب من منظميها.كلف من قبل وزارة الحج والأوقاف (وزارة الحج والعمرة حاليا) بالمملكة العربية السعودية بإلقاء محاضرة نيابة عن تونس في موضوع تحدي الفقر وذلك خلال موسم الحج لعام 1409 هـ الموافق لـ1989م. اختير لتمثيل تونس في أعمال اللجنة التحضيرية للاجتماع الإسلامي الثاني المكلف بإنهاء الحرب بين العراق وإيران والتي انعقدت ببغداد من 22 إلى 25 أفريل 1985.

## نضاله في تونس
انضم منذ شبابه بالحزب الحر الدستوري الجديد وساهم في الحركة الوطنية إذ رغم توليه القضاء لم يتوان عن تلبية نداء الواجب فحوّل بمعية رفاقه منطقة الكاف إلى أحد أكبر معاقل الحركة الوطنية إذ زيادة على المحاضرات والدروس الوطنية التي كان يلقيها بصفة دورية في مختلف مناطق الجمهورية بتكليف من القيادة المركزية للحزب فقد شارك في تنظيم الاجتماعات الوطنية والدعوة إلى المقاومة وجمع التبرعات والأسلحة ونقلها إلى المقاومين المجاهدين وكان يتولى ربط الصلة بينهم وبين القيادة المركزية بالعاصمة مستغلا في ذلك الحصانة التي تمنحها له صفته كقاض فسخر سيارته الوظيفية لنقل المفرقعات والأسلحة والادوية إلى المقاومين كما شارك ضمن الوفد السري الذي قابل محمد الأمين بأي إثر حوادث تازركة علما أن هذه الواقعة ثابتة جميعها بالشهادات المكتوبة الصادرة عن كبار قادة الحزب والمقاومة المسلحة والمودعة بالمركز الوطني للحركة الوطنية. أسند إليه وساما الاستقلال والجمهورية من الصنف الثالث: جزاء لجليل أعماله من أجل تحرير الوطن واسترجاع عزته وكرامته (كما جاء ذلك في خاتمة وسام الاستقلال)

## نضاله خارج تونس
قام بجولة عامة في كامل القطر الجزائري. كان يمد المجاهدين بالعون المادي وتحريض الشعب التونسي على المقاومة مع الحركة الجزائرية وذهب إلى فرنسا في ذي الحجة 1375 هـ الموافق له جويلية 1956م لإزالة الخلاف بين جماعة مصالي الحاج وجبهة التحرير كما كان يحرض الشعب التونسي في كل خطبة جمعة في الجامع الكبير بالكاف وبجامع الزرارعية بالعاصمة وكان في مسيرته النضالية دائم الاحتكاك بالعلماء والمناضلين ومن بينهم المشائخ الأجلاء عبد الحميد بن باديس ومحمد البشير الإبراهيمي والعربي التبسي وبلقاسم الزغداني وعبد الرحمان شيبان والنعيمي وأحمد خير الدين والطاهر الحراث والشاذلي المكي ومحمد الأكحل شرفاء وبيوض وغيرهم.

## المغرب
سافر إلى المغرب حيث قام بزيارة معظم مدنها كفاس ومكناس والدار البيضاء والرباط وغيرها، وكان له صلة بعلال الفاسي زعيم حزب الاستقلال والحاج إبراهيم الكتاني من علماء المغرب وزعمائها الذي قاد مظاهرة يوم اغتيال فرحات حشاد بالرباط وحكم عليه بالسجن سنة 1952 م.

## ليبيا
قام بزيارة الشقيقة ليبيا وكان يدعو في جميع الاجتماعات والمؤتمرات إلى تحرير ليبيا من الفاشية.

## قضية فلسطين
كانت هذه القضية شغله الشاغل حيث شارك إلى جانب الشعب التونسي في المظاهرات التي نظمت سنة 1355 هـ 1936م ضد الانتداب الانقليزي، بالإضافة إلى دعوته المتواصلة للدفاع عن هذه القضية من خلال الخطب الجمعية وفي الندوات والمؤتمرات سواء بالشرق أو الغرب. زار فلسطين سنة 1383 هـ 1963م والأردن ولبنان وسوريا وله علاقات بأهل سوريا وعلمائها أبرزهم الدكتور مصطفى السباعي رئيس قسم الفقه الإسلامي ومذاهبه في جامعة دمشق.